# Говард, Генри, 12-й граф Саффолк
Генри Говард, 12-й граф Саффолк, 5-й граф Беркшир (англ. Henry Howard, 12th Earl of Suffolk, 5th Earl of Berkshire; 16 мая 1739 — 7 марта 1779) — британский пэр и политик, носивший титул учтивости — виконт Андовер с 1756 по 1757 год.

## Биография
Родился 16 мая 1739 года. Единственный сын Уильяма Говарда, виконта Андовера (1714—1756), и леди Мэри Финч (1717—1803), дочери Хениджа Финча, 2-го графа Эйлсфорда. Получив образование в Итонском колледже и колледже Магдалины в Оксфорде (в 1759 году получил степень магистра, а в 1761 году — степень доктора права).
21 марта 1757 года после смерти своего деда, Генри Говарда, 11-го графа Саффокла и 4-го графа Беркшира (1687—1757), Генри Говард унаследовал титулы 12-го графа Саффолка, 5-го графа Беркшира, 5-го виконта Андовера в графстве Саутгемптон и 5-го барона Говарда из Чарльтона в графстве Уилтшир, став членом Палаты лордов Великобритании.
Он был верховным стюардом Малмсбери с 1763 по 1767 год и заместителем графа-маршала с 1763 по 1765 год.
В 1771 году лорд Саффолк был назначен тайным советником и недолгое время служил лордом-хранителем малой печати, прежде чем стать государственным секретарем Северного департамента в правительстве лорда Норта (1771—1779). В этом качестве он обеспечил использование гессенских и ганноверских наемников для подавления Американской революции. В том же качестве он помог обеспечить выживание Швеции как независимого государства, противодействуя плану России по отмене революции Густава III в 1772 году. В 1778 году он был произведен в рыцари ордена Подвязки.

## Семья
Лорд Саффолк был дважды женат. 25 мая 1764 года он женился первым браком на достопочтенной Мэри Констанции Хэмпден-Тревор (1743 — 7 февраля 1767), дочери Роберта Хэмпдена-Тревора, 1-го виконта Хэмпдена. Супруга умерла, рожая их единственного ребенка:
- Леди Мэри Констанция Говард (7 февраля 1767 — 21 марта 1775)[1]

14 августа 1777 года лорд Саффолк во второй раз женился на леди Шарлотте Финч (13 мая 1754 — 7 июля 1808), дочери Хениджа Финча, 3-го графа Эйлсфорда, и леди Шарлотты Сейму. Дети от второго брака:
- Джордж Говард, виконт Андовер (сентябрь 1778 — 27 декабря 1778)[1]
- Генри Говард, 13-й граф Саффолк (8 августа 1779 — 10 августа 1779)[1].

Лорд Саффолк скончался 7 марта 1779 года в возрасте 39 лет. Его посмертный сын Генрих наследовал ему в качестве графа в течение двух дней в августе. Он похоронен в церкви Чарльтона в Уилтшире вместе со своей первой женой.